# Попово Село
Попово Село је насељено мјесто града Огулина, у Карловачкој жупанији, Република Хрватска.

## Географија
Попово Село се налази око 10,5 км сјеверно од Огулина.

## Становништво
Према попису становништва из 2011. године, насеље Попово Село је имало 46 становника.
| Националност       | 1991. | 1981. | 1971. | 1961. |
| Срби               | 48    | 79    | 86    | 141   |
| Хрвати             |       | 2     | 9     | 5     |
| Југословени        | 2     | 3     | 4     |       |
| остали и непознато |       | 1     | 3     |       |
| Укупно             | 50    | 85    | 102   | 146   |

| Демографија | Демографија | Демографија |
| Година      | Становника  | Становника  |
| ----------- | ----------- | ----------- |
| 1961.       | 146         |             |
| 1971.       | 102         |             |
| 1981.       | 85          |             |
| 1991.       | 50          |             |
| 2001.       | 58          |             |
| 2011.       |             | 46          |

- Напомена: 2001. године повећано за подручје насеља Гојак које је престало постојати.